# Доминиканский монастырь и собор (Львов)
Доминика́нский собо́р и монасты́рь — культовое сооружение во Львове (Украина), один из самых значительных памятников архитектуры барокко в городе. Расположен на пл. Музейная, 1. В 1990-е годы собор был передан УГКЦ и носит название Храм Пресвятой Евхаристии. В зданиях монастыря и колокольни с 1972 года находится Музей истории религии и атеизма (современное название — Музей истории религии) и творческое объединение «Дзыга».

## Строительство и реставрация
Первый римокатолический доминиканский монастырь и собор был построен во Львове в 1370—1375 годах по проекту Николая Чеха.
В 1749 году на том же месте был заложен фундамент нового римокатолического доминиканского собора по проекту инженера и архитектора Яна де Витте, талантливого фортификатора, коменданта польской крепости в Каменце-Подольском. Средства на строительство костёла выделил польский великий гетман коронный Юзеф Потоцкий. Строительством руководил Мартин Урбаник, с 1764 года — Кшиштоф Мурадович, а заканчивал фасад С. Фессингер. В 1865 году по проекту архитектора Юлиана Захаревича к костёлу была пристроена четырёхъярусная башня-колокольня, стилизованная в духе барокко. В 1895 году был перестроен купол, в 1905—1914 годах реставрировался интерьер храма. В 1956—1958 годах велись новые реставрационные работы (архитектор Иван Базарник).

## Архитектура

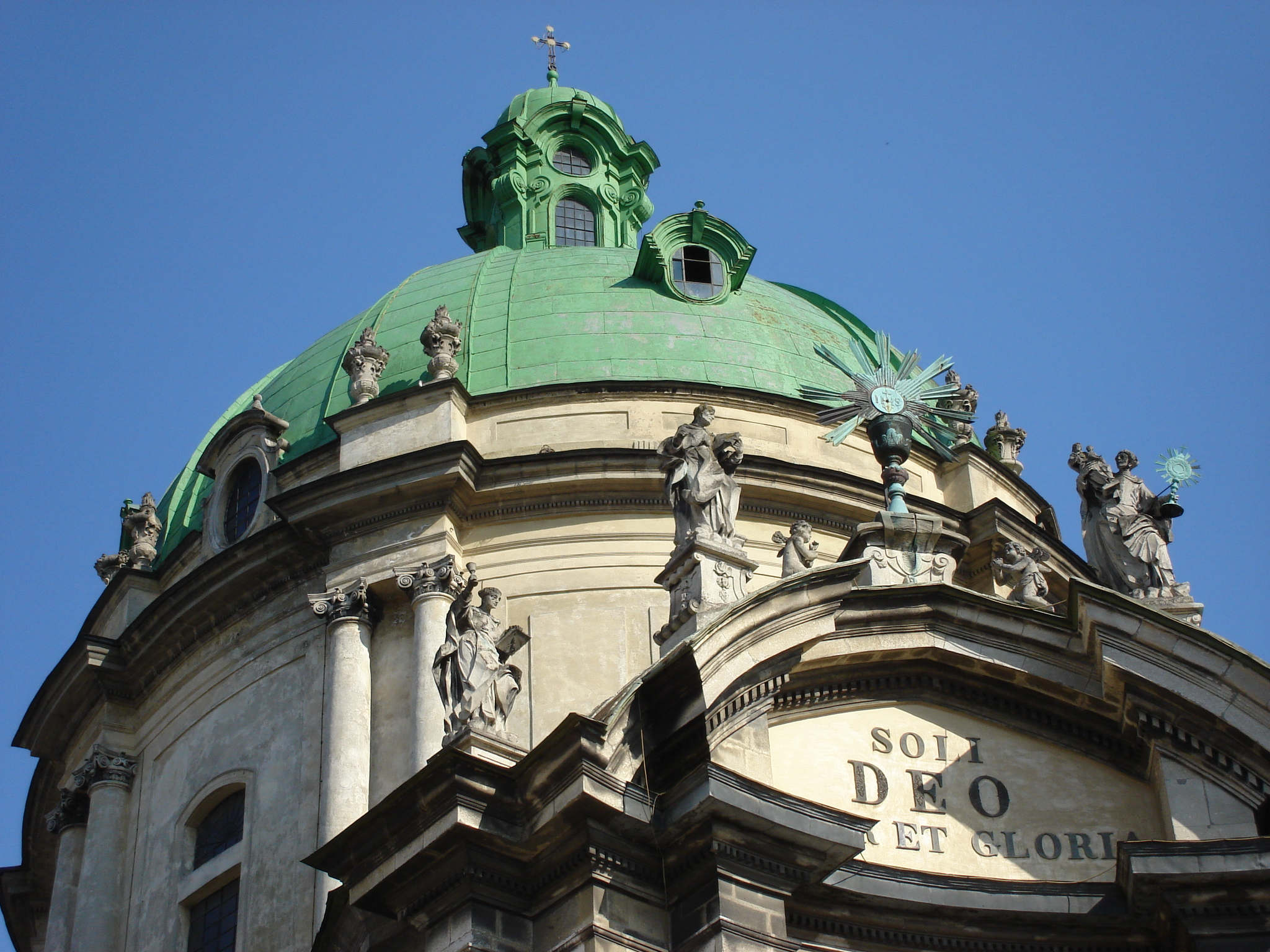
Скульптурная композиция на Доминиканском соборе

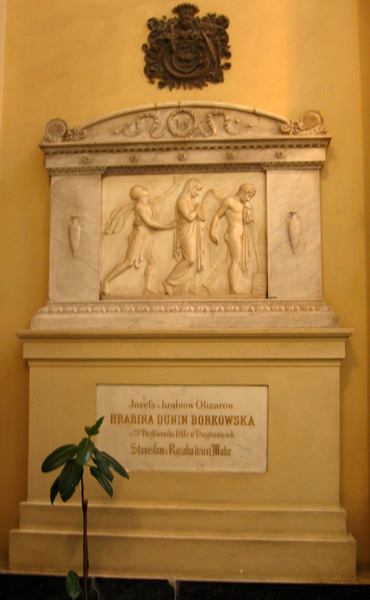
Надгробие работы Б. Торвальдсена

Костёл выполнен в камне, в плане представляет вытянутый крест с овальной центральной частью, две радиально расположенные часовни, прямоугольными алтарём и притвором. Венчает костёл огромный эллиптический купол, который поддерживают восемь пар мощных сдвоенных колонн. Сильно развитый карниз и декорированный фронтон портала делают фасад динамичным и экспрессивным. Этот эффект усиливают скульптуры на фронтоне, выполненные в разных ракурсах.
В архитектуре костёла проявилось влияние собора Святого Петра и костёла Марии ди Монте Санто в Риме, собора Святого Доминика в Болонье, костёлов Святого Карла Боромеуса и Святого Петра в Вене.
В интерьере костёла роскошный барочный алтарь украшают четыре большие статуи, исполненные художниками круга М. Палейовского. Галереи и лоджии украшены деревянными статуями работы львовских скульпторов второй половины XVIII века. В интерьере сохранилось первоначальное скульптурное оформление К. Фессингера. Есть несколько ценных памятников искусства: мраморное надгробие Ю. Дунин-Борковской работы известного датского скульптора Б. Торвальдсена (1816), памятник галицкому губернатору Ф. Гауэру работы А. Шимзера (начало XIX века), памятник польскому художнику А. Гротгеру работы В. Гадемского (1880).
К костёлу примыкает здание монастырских келий, перестроенное заново в 1556—1621 годах и восстановленное после пожаров 1766 и 1778 годов.

## Памятные события
В доминиканском соборе хранится алебастровая статуя Богородицы Святого Яцека, которую миссионер Яцек Одровонж привез из Киева в Галич, а затем она попала во Львов.
В 1559 году в доминиканском монастыре скрывалась Гальшка Острожская, наследница огромного состояния магнатов князей Острожских, которую обманом взял в жёны польский воевода Лука из Гурки. Муж Гальшки осадил монастырь, а затем перекрыл водоподачу, после чего доминиканцы сдались и выдали Гальшку.
В здании монастыря доминиканцев в 1707 году был подписан договор о союзе между Россией и Речью Посполитой в войне против Швеции. Здание келий также каменное, прямоугольное в плане с коридорной системой планировки, трёхэтажное, со сводчатыми перекрытиями. У монастыря есть два внутренних дворика. В советское время с 1972 в комплексе доминиканского монастыря располагался Музей истории религии и атеизма.
|                             |            |                 |                                                                 |
| Фасад Доминиканского собора | Колокольня | Интерьер собора | Общий вид Доминиканского монастыря и костёла с городской ратуши |